# Sarcophaga aenigma
Sarcophaga aenigma är en tvåvingeart som beskrevs av Boris Borisovitsch Rohdendorf 1963. Sarcophaga aenigma ingår i släktet Sarcophaga och familjen köttflugor. Inga underarter finns listade i Catalogue of Life.